# Cantó de Pont-Scorff
El cantó de Pont-Scorff (bretó Kanton Pont-Skorf) és una divisió administrativa francesa situat al departament d'Ar Mor-Bihan a la regió de Bretanya.

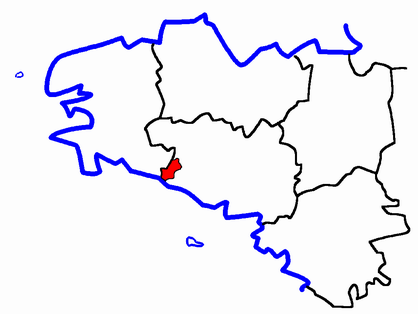
Situació del cantó

## Composició
El cantó aplega 6 comunes :
| Nom francès | Nom bretó  | Població | km²    | Codi Postal | Codi INSEE |
| Caudan      | Kaodan     | 6.744    | 42,63  | 56850       | 56036      |
| Cléguer     | Kleger     | 3.061    | 32,15  | 56620       | 56040      |
| Gestel      | Yestael    | 2.227    | 6,25   | 56830       | 56063      |
| Guidel      | Gwidel     | 9.156    | 52,29  | 56520       | 56078      |
| Pont-Scorff | Pont-Skorf | 2.623    | 23,50  | 56620       | 56179      |
| Quéven      | Kewenn     | 8.314    | 23,93  | 56530       | 56185      |
| Kanton      | Pont-Skorf | 32.125   | 180,75 | -           | 5627       |

## Evolució demogràfica
| 1962   | 1968   | 1975   | 1982   | 1990   | 1999   |
| ------ | ------ | ------ | ------ | ------ | ------ |
| 13.163 | 13.034 | 17.894 | 25.495 | 30.557 | 32.125 |

## Història
| Data d'elecció                           | Identitat        | Partit | Qualitat |
| ---------------------------------------- | ---------------- | ------ | -------- |
| 2001-                                    | Pierrik Névannen | UMP    |          |
| les dades anteriors no són pas conegudes |                  |        |          |
|                                          |                  |        |          |